# Veenendaal
Veenendaal (nizozemsky  Veenendaal, výslovnost: [veːnə (n) ˌdaːl]) je město ve středu Nizozemska, je součástí provincie Utrecht. Veenendaal má 65 200 obyvatel a má rozlohu 19,81 km² (z toho 0,17 km² je vodní plocha).

## Historie
Historicky se v této oblasti rozprostíraly mokřady a po celá staletí se zde, stejně jako v mnoha oblastech v Nizozemsku, těžila rašelina. Na konci středověku se rašelina stále více využívala jako palivo místo dřeva. Původní obec vznikla v 16. století jako rašelinová kolonie, od které získala své jméno. Veen je holandské slovo pro rašelinu a dale pro údolí, takže doslovně název znamená "rašelinné údolí".

## Industrializace a povodeň
Dne 5. března 1855 byl Veenendaal zasažen povodní. Vzhledem k tomu, že je město položeno v jedné z nejnižších částí oblasti Gelderse Vallei, voda sahala velmi vysoko. Většina lidí se ukrývala ve vysokém kostele na náměstí. Poté byli lidé převezeni do Utrechtu lodí a vlakem. Následně postiženou oblast navštívil král Vilém III. U příležitosti stého výročí byl v roce 1955 v ulici Kerkewijk odhalen památník obětem povodně. Katastrofa je rovněž připomínána v místním muzeu.

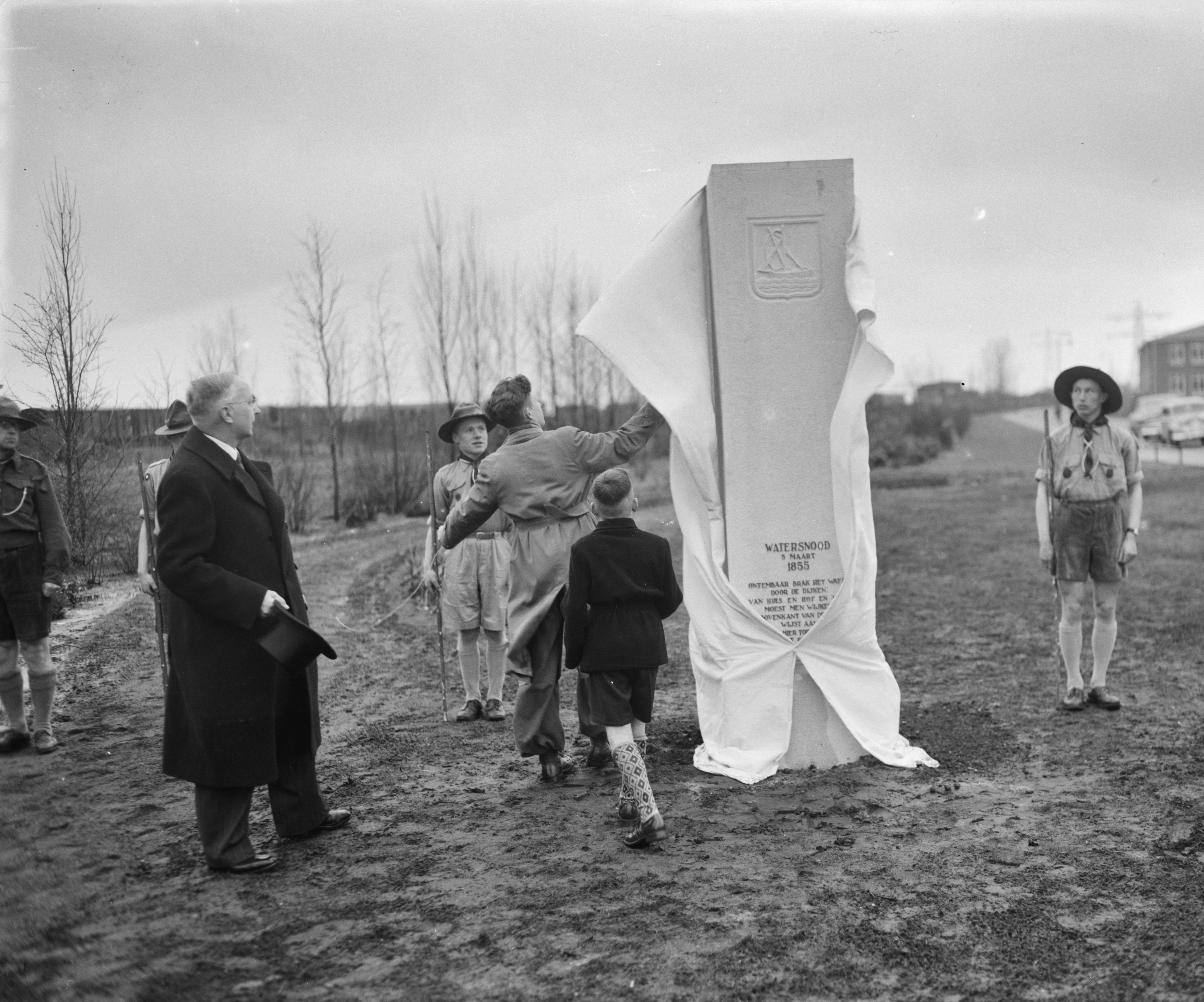
Památník obětem povodně odhalený v roce 1955

Když se město vzpamatovalo z katastrofy, začal se rozvíjet tabákový průmysl a obchod s vlnou, které se staly hlavními zdroji příjmů až do druhé světové války. Na začátku 60. let 20. století se zde rozjela výroba nákladních vozů GINAF (Van Ginkels Automobiel Fabriek). Tyto vozy se rovněž zúčastňují Rallye Dakar.

## Příroda
V blízkosti Veenendaalu se nachází dva přírodní parky, Národní park Utrechtse Heuvelrug (100 km²) a Národní park De Hoge Veluwe (55 km²). Veenendaal získal v roce 1997 titul Evropské zelené město a v roce 2004 byl zvolen nejzelenějším městem v Nizozemí.
Stejně jako většina nizozemských měst je Veenendaal dobře přizpůsoben vysokému počtu cyklistů. Kolo je nejoblíbenějším dopravním prostředkem ve městě, cykloturistiku podporuje hustá síť cyklistických stezek. V roce 2000 získal Veenendaal titul Cyklistické město (Fietsstad).

## Obyvatelstvo
Po druhé světové válce byl Veenendaal stále malým městem s několika tisíci obyvatel. K podstatnému nárůstu obyvatel došlo přibližně v posledních padesáti letech. K 31. květnu 2018 žilo ve Veenendaalu 65 200 obyvatel, z čehož 31,5 % populace je do 24 let včetně. Nejpočetnější skupina obyvatel, a to 51,7 %, je ve věku 25–65 let, zatímco 16,8 % populace je ve věku 65 let nebo starší.
Pokud se týká vyznání, převažují zde obyvatelé s křesťanským náboženským přesvědčením – katolíci a protestanti. Veenendaal se nachází v tzv. Biblickém pásu (Bijbelgordel). V souladu s celonárodním trendem se od roku 1980 počet obyvatel s křesťanským (reformačním) vyznáním snižuje. Ve Veenendaalu jsou dvě mešity, mešita Nasser byla založena v roce 1979 obyvateli s marockým původem, kteří tvoří 5,5 % obyvatelstva Veenendaalu. Mešita Ihlas byla založena obyvateli s tureckým původem, tato skupina představuje 1,1 % populace Veenendaalu.

## Kultura, pamětihodnosti
O historii města informují sbírky v muzeu Museum Veenendaal, dále je ve městě veřejná knihovna. Od roku 1988 zde působí divadlo Theater De Lampegiet, které má 558 míst a v nedávné době prošlo rekonstrukcí.
Ve městě se nachází řada kulturních památek, do tohoto seznamu patří například:
- Starý kostel – Oude Kerk – v historickém centru města
- Větrný mlýn De Nieuwe Molen – postaven v roce 1911 a v roce 2011 rekonstruován
- Větrný mlýn De Vriendschap – dřevěná osmiboká stavba na kamenné podezdívce. Byl postaven v roce 1872 a v roce 1995 kompletně obnoven.
- Restaurant De Markt (Markt 7) – budova v secesním stylu
- Brugkerk (Kerkewijk 18) – kostel

## Školství, zdravotní péče a sport

### Střední školy poskytující všeobecné středoškolské vzdělání
- Christelijk Lyceum Veenendaal (CLV)
- Christelijke Scholengemeenschap Veenendaal (CSV)
- Ichthus College
- Rembrandt College

### Střední odborné vzdělávání
- ROC A12, tato škola poskytuje tzv. předprofesní přípravu

### Zdravotní péče
Ambulantní klinika se nachází v části Kerkewijk. Nejbližší nemocnice Ziekenhuis Gelderse Vallei je ve městě Ege, jen 10 km od centra Veenendaalu.

### Sport
Veenendaal má bohatý sportovní a klubový život, sportovní kluby se nacházejí v pěti sportovních parcích:
- Tenisový park Veenendaal-West s tenisovým klubem Veenendaal-West (TVVW)

- Sportovní park Panhuis poskytuje zázemí fotbalovým klubům DOVO a GVVV, střeleckému klubu Princ Henrik a fotbalovému sdružení Unitas'48

- Tenisový park VTC s klubem Veenendaal Tennis Club (VTC)

- Sportovní park De Groene Velden s klubem stolního tenisu SKF, klubem De Merino, klubem Korfball SKF, klubem Jeu de Boules Les Sabots, fotbalovým klubem Veenendaal, fotbalovým klubem Panter, Touwtrekvereniging Veense Boys, hokejovým klubem VMHC Spitsbergen, autoklubem a Skeelerclub de Greb

- Sportovní park Spitsbergen s fotbalovým klubem VRC, softbalovým klubem Blue Socks, atletickým a tenisovým klubem Spitsbergen

Od roku 1985 se každoročně koná jednodenní cyklistický závod s názvem Veenendaal – Veenendaal Classic.

## Silniční doprava
Veenendaal leží v centru Nizozemska u dálnice A12 a silnice N233:
- dálnice A12 navazuje na dálnici A3 z Německa, pokračuje přes Arnhem – Veenendaal – Utrecht a končí v Haagu
- silnice N233 propojuje dálnice A12 a A15

## Osobnosti
- Rob Barel (* 1957), triatlonista
- Yuri Landman (* 1973), skladatel experimentální hudby, pedagog, hudebník, který staví experimentální hudební nástroje
- Kees Stip (1913–2001), básník
- Stef Bos (* 1961), zpěvák
- DJ Jean (* 1968), DJ
- Headhunterz (* 1985 Veenendaal), vlastním jménem Willem Rebergen je nizozemský DJ a producent
- Roy Terschegget (* 1987), fotbalista
- Jamarro Diks (* 1995), fotbalový útočník, od ledna 2017 působící v klubu GVVV Veenendaal

## Partnerské město
- Olomouc, Česko (od 1993)

## Galerie

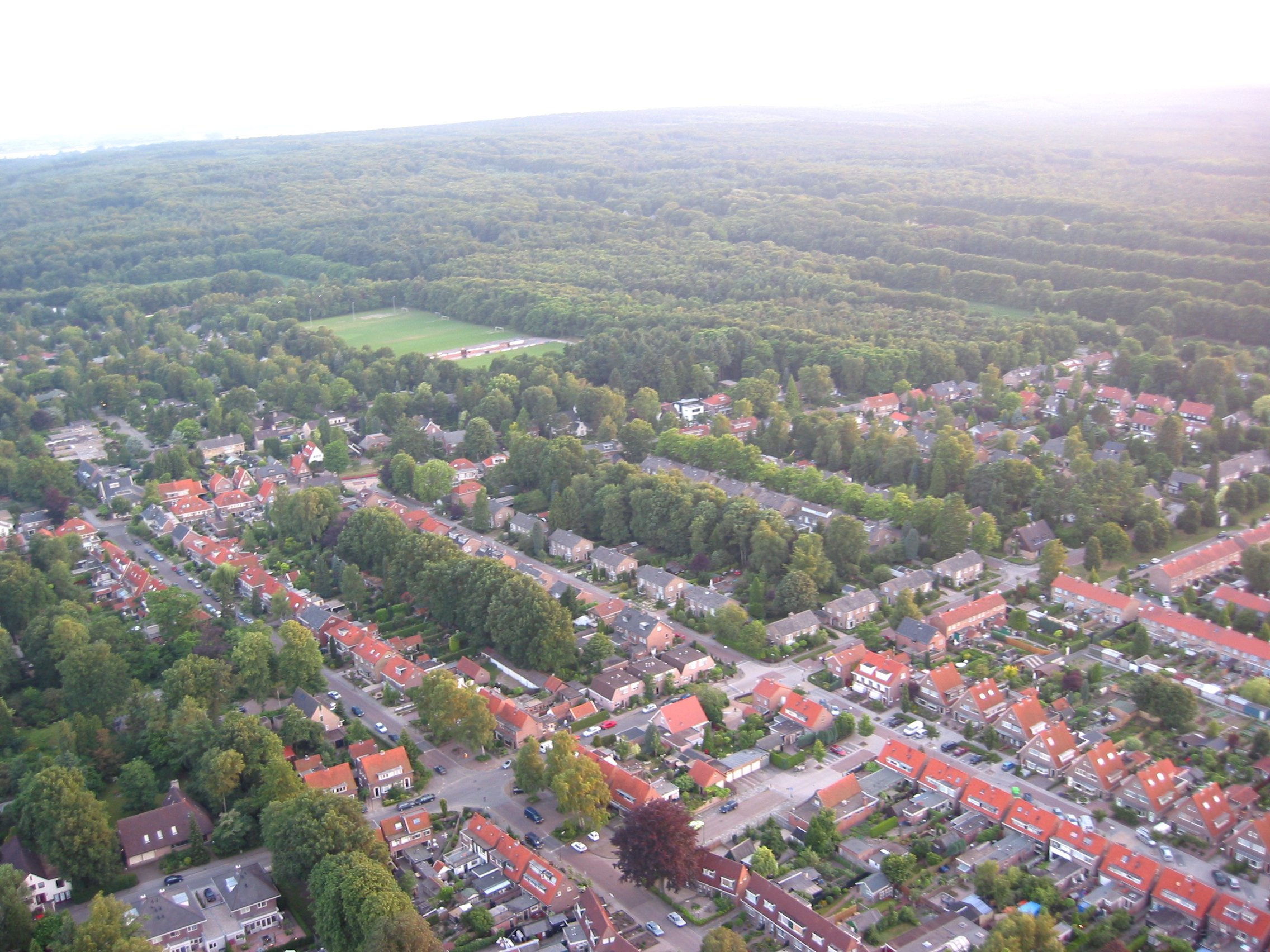
Letecký pohled
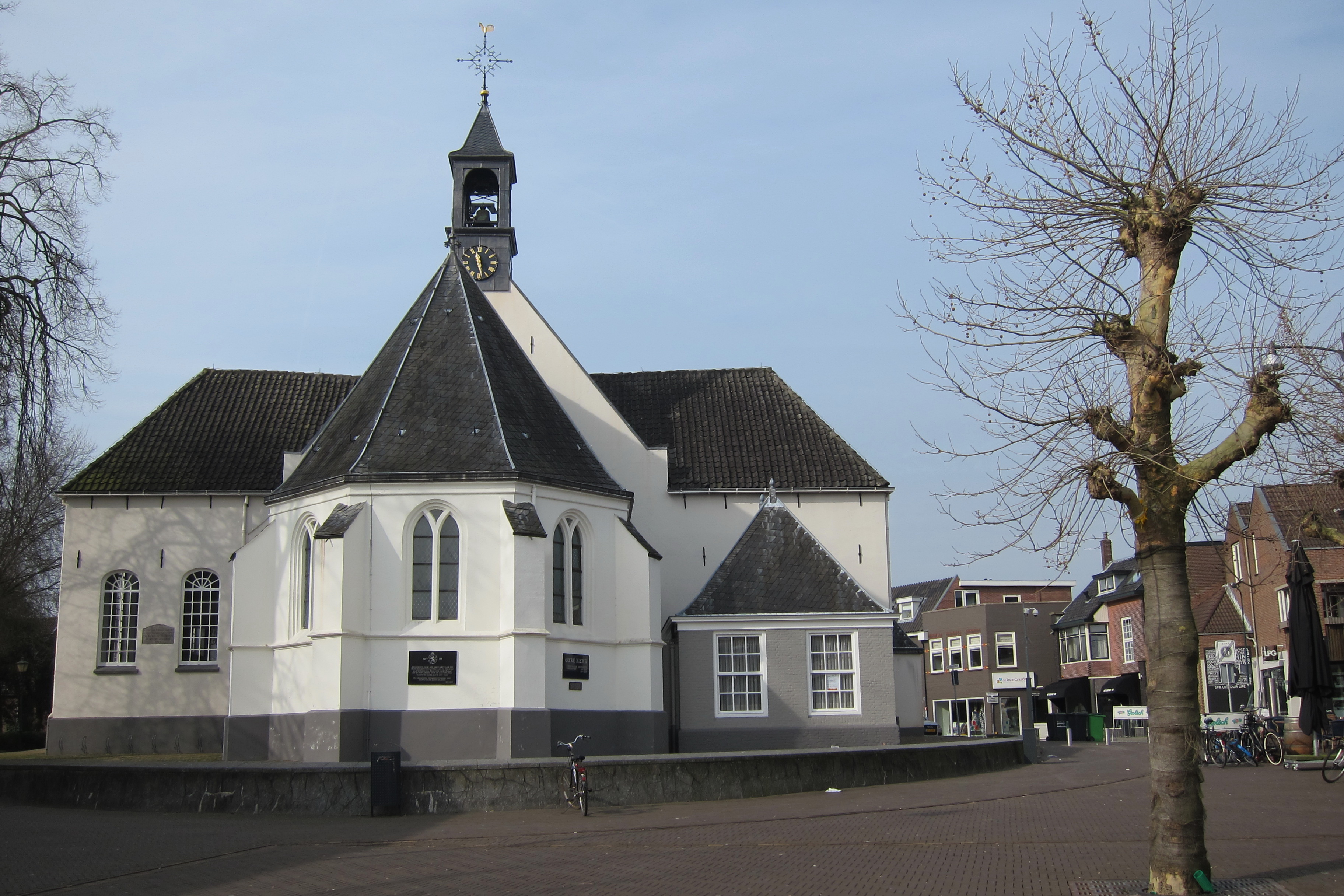
Oude kerk – Starý kostel sv. Salvátora
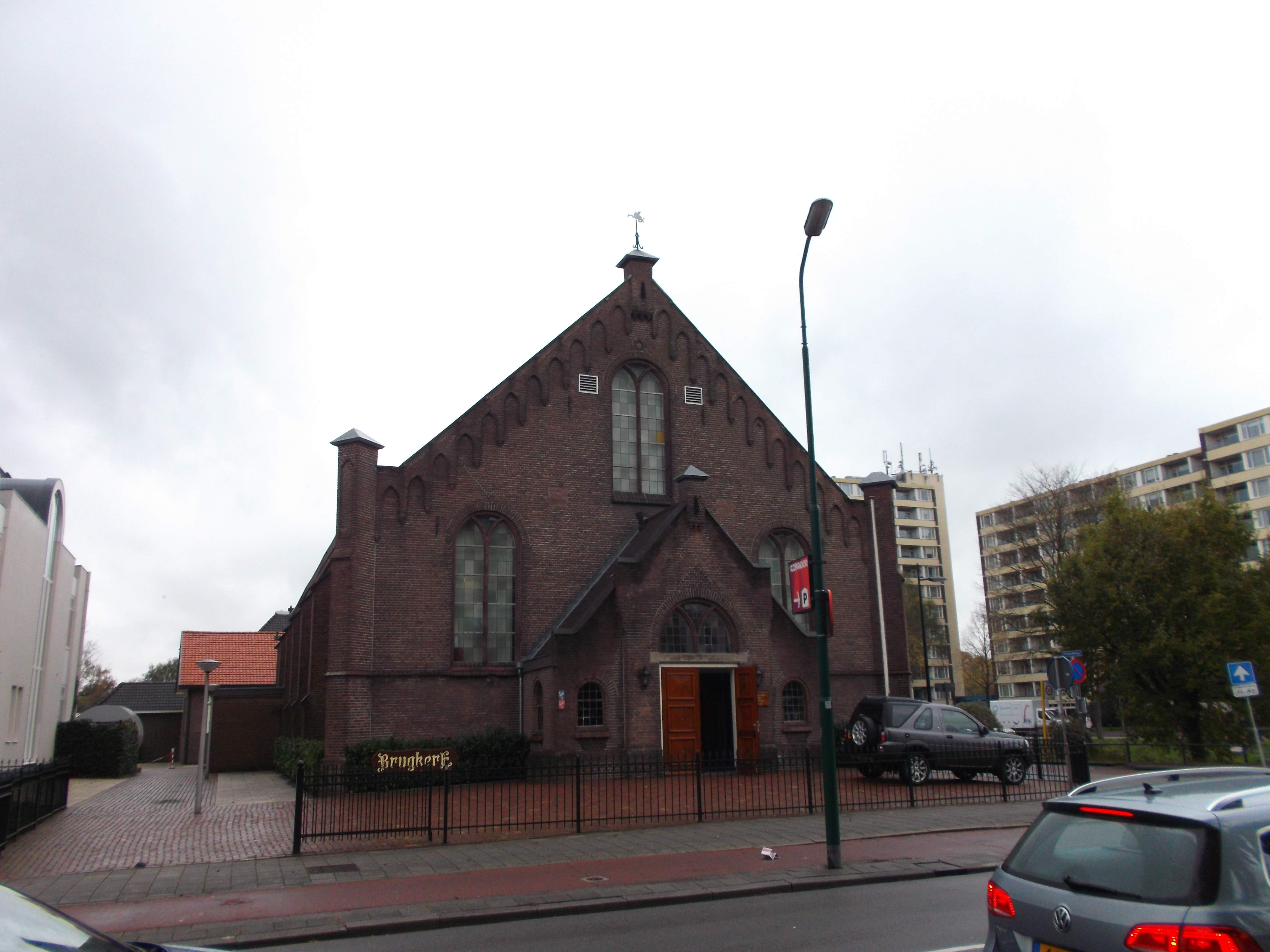
Kostel Brugkerk
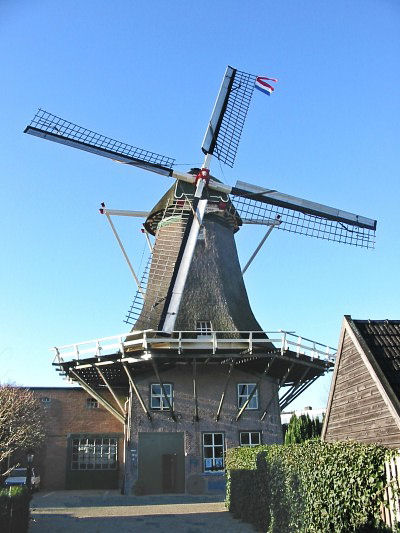
Větrný mlýn De Vriendschap
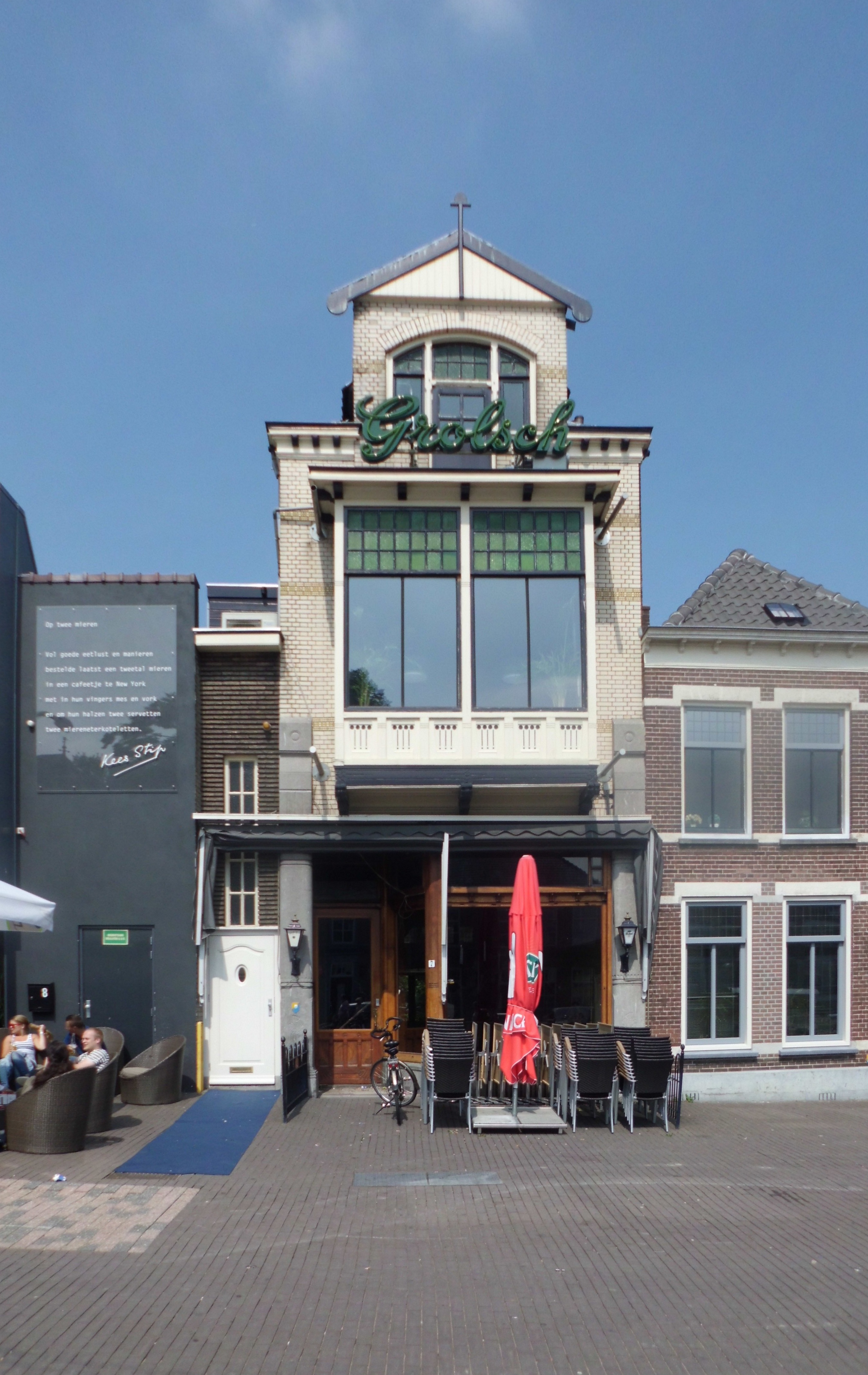
Dům v secesním stylu
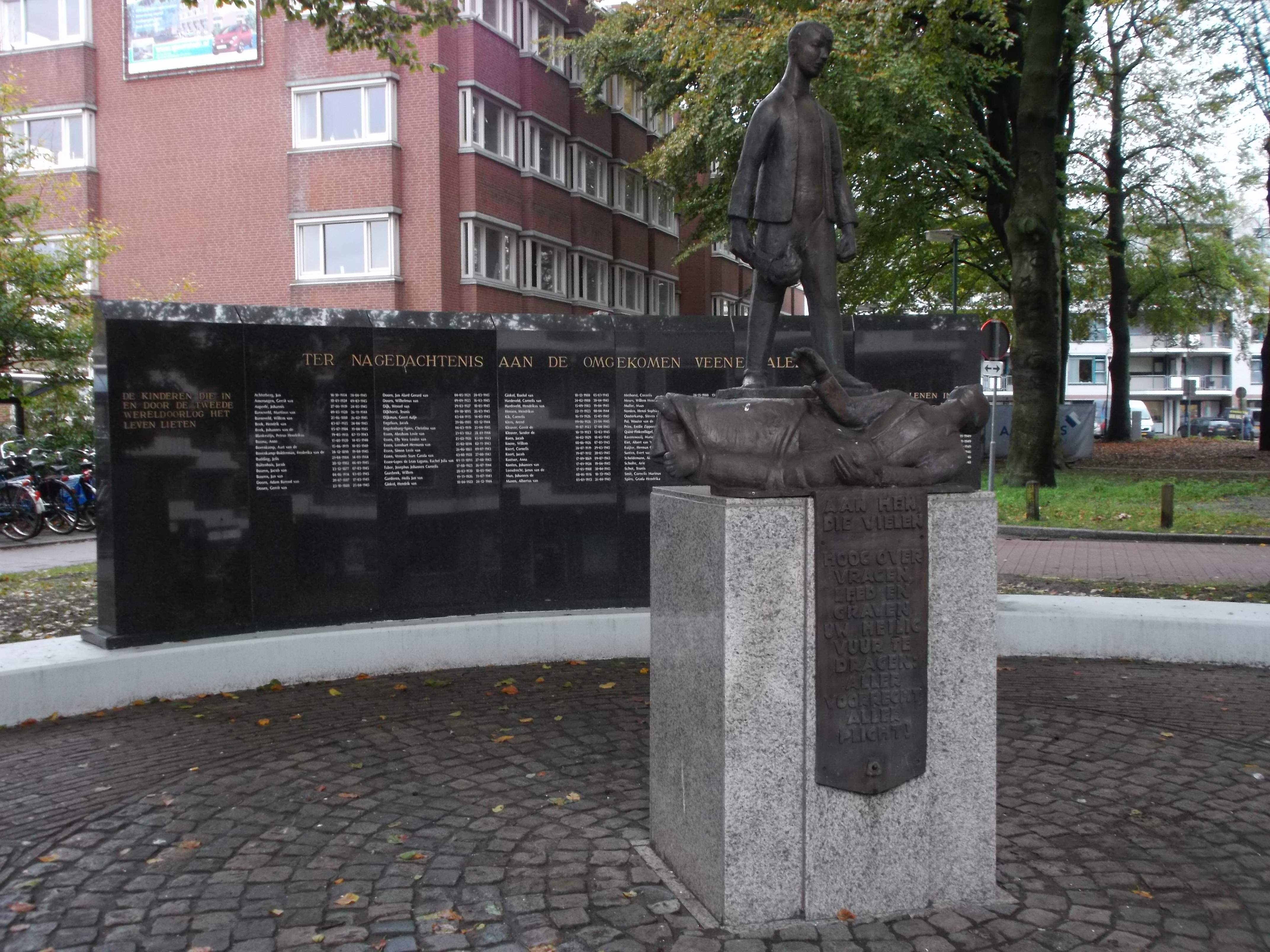
Památník padlým ve 2. světové válce
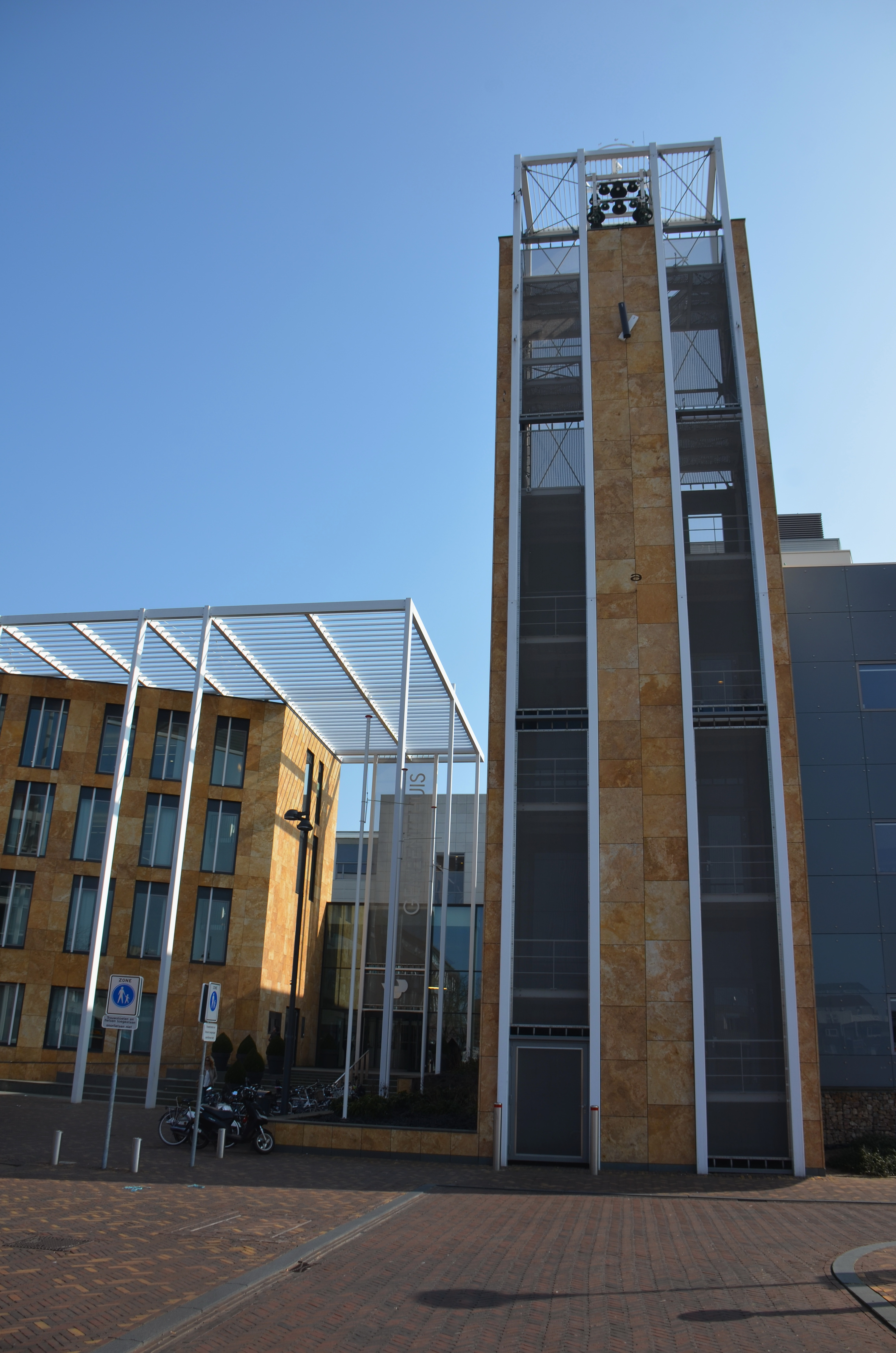
Věž s hodinami v centru města – u radnice
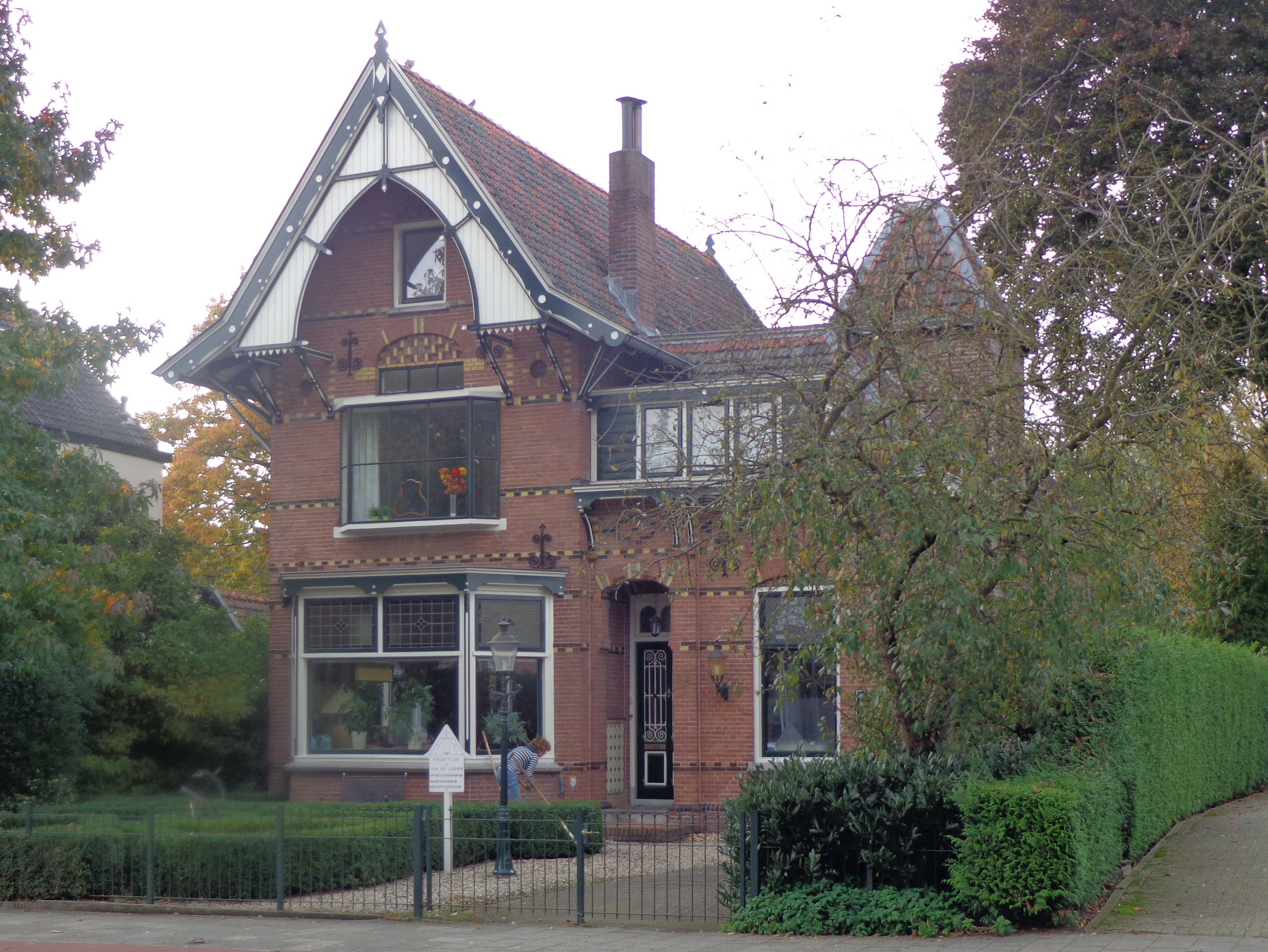
Vila v eklektickém stylu
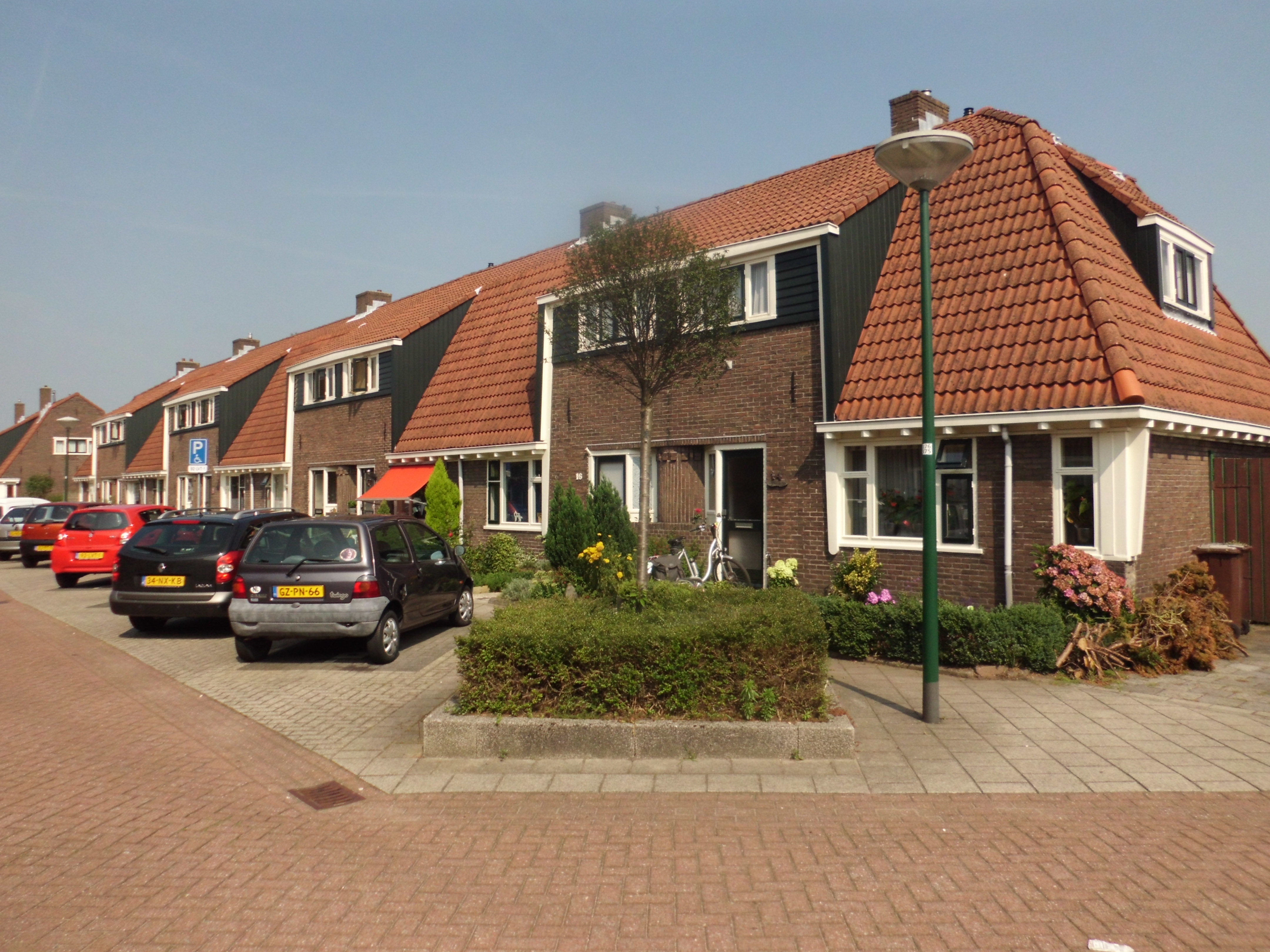
Domy v ulici Davidsstraat
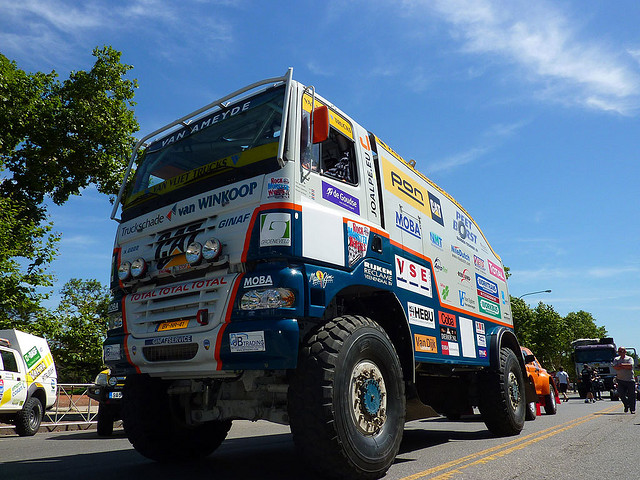
GINAF na Rally Dakar 2010
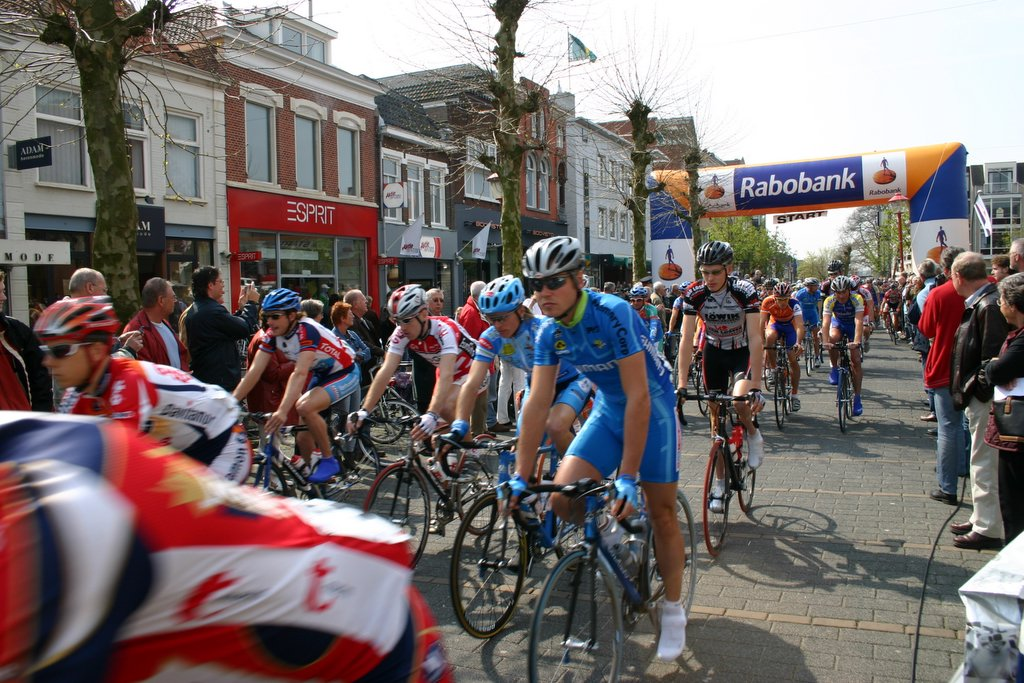
Každoroční cyklistický závod
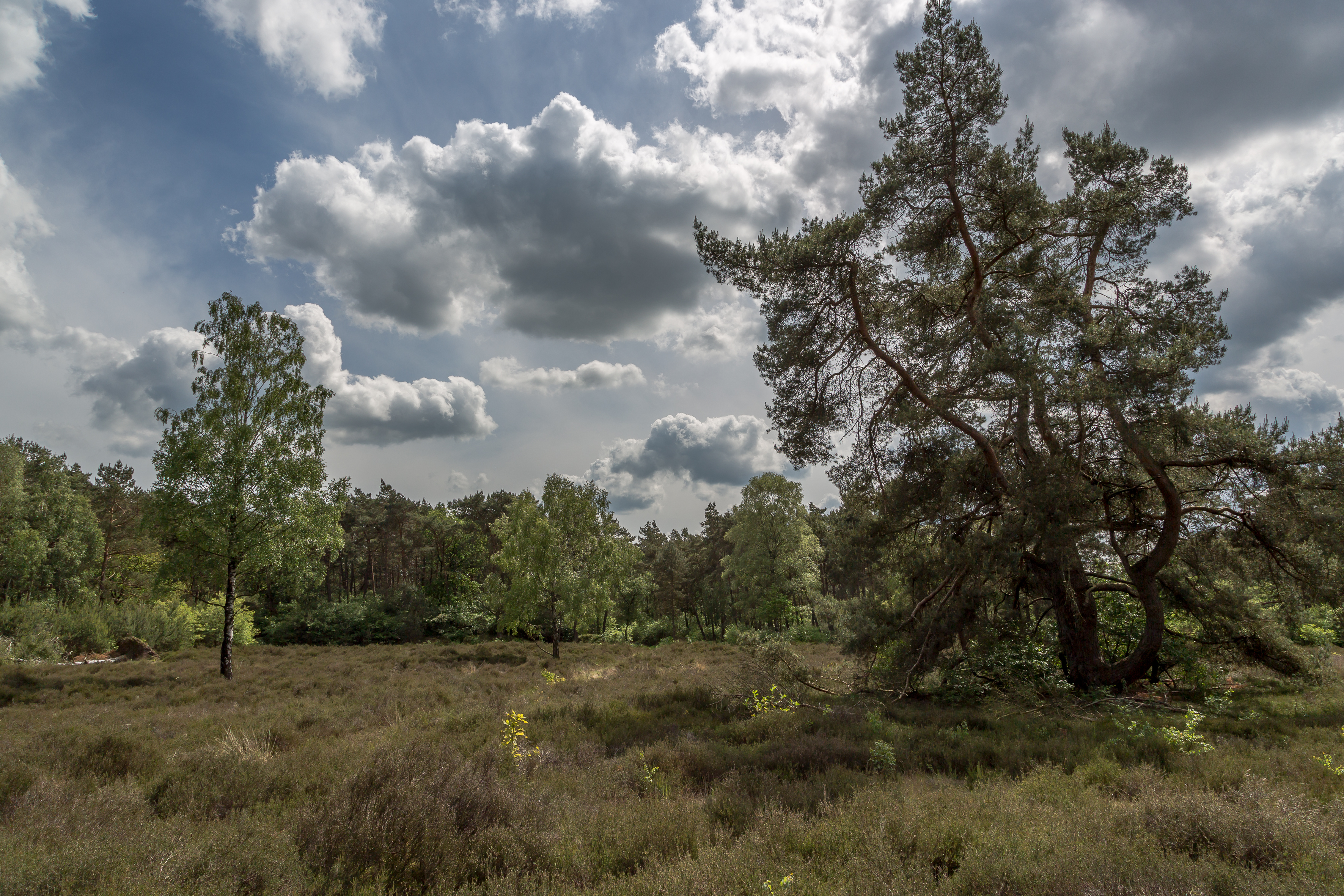
Národní park Utrechtse Heuvelrug
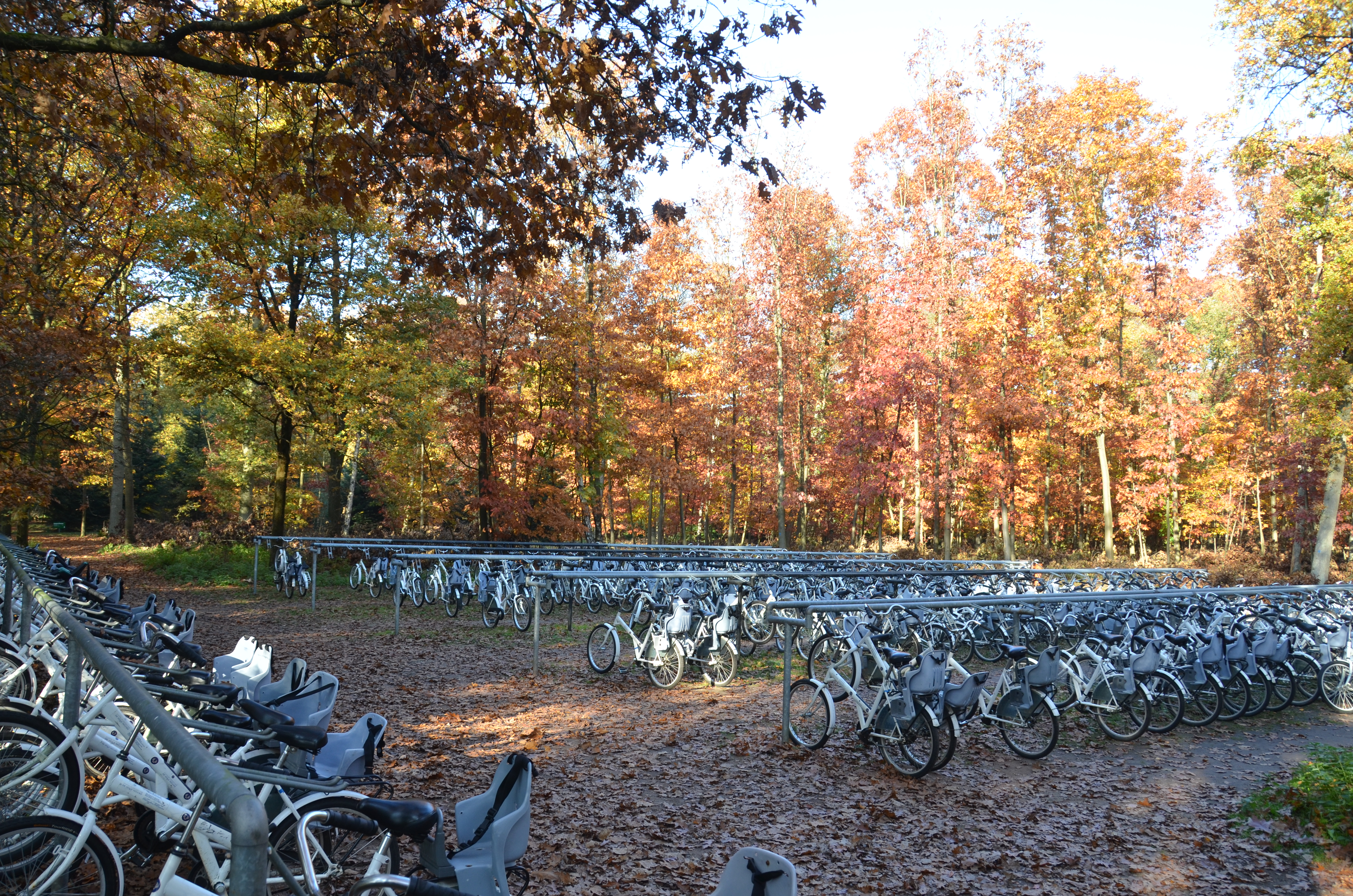
Vstup do Národního parku Hoge Veluwe s volně přístupnými koly
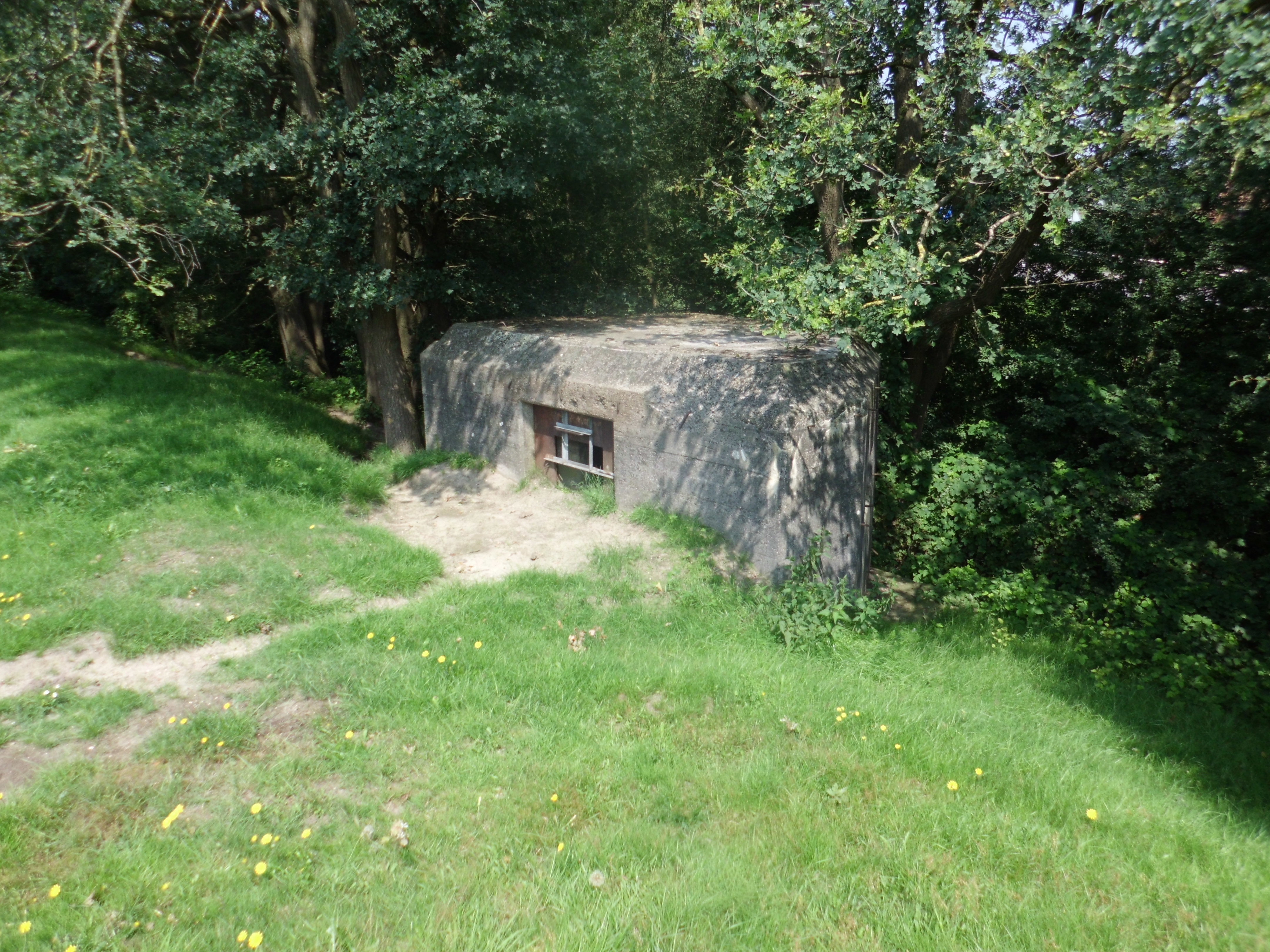
Bunkr – součást bývalého opevnění města